# Stadio Gino Corioni
Lo stadio comunale Gino Corioni è il maggior impianto sportivo della città di Ospitaletto, in provincia di Brescia.

## Struttura ed ubicazione
Lo stadio si trova nella zona ovest dell'abitato, in direzione Rovato.
La struttura è a pianta ovale, composto da una tribuna coperta, una curva ed una gradinata.
Può contenere all'incirca 3 000 spettatori.
È corredato dalla pista di atletica.

## Utilizzo
Nell'impianto hanno sede le partite interne dell'Ospitaletto, squadra di calcio che tra 1983 e il 1998 disputò 16 stagioni consecutive nei professionisti, tra Serie C1 e Serie C2. Lo stadio è stato sede di allenamento del Brescia Calcio.

## Intitolazione dell'impianto
Il 22 marzo 2019 l'impianto è stato intitolato all'ex presidente di Ospitaletto, Brescia e Bologna,  Gino Corioni, mentre l'antistadio è stato intitolato a Federico Gozio, patron dell'Ospitaletto ai tempi del professionismo.